# SuperStar DAY6
슈퍼스타 데이식스(SuperStar DAY6)는 달콤소프트와 포노스 주식회사가 JYP 엔터테인먼트와 협력하여 개발한 한국 리듬 게임으로, 2022년 4월 한국과 미국에서 동시 출시된다. 록 보이 그룹 데이식스의 곡이 수록된 이 게임은 한국과 미국에서만 플레이할 수 있다. 한국어와 영어로 플레이할 수 있다.